# ヤマムグラ
ヤマムグラ（山葎、学名：Galium pogonanthum）は、アカネ科アカネ亜科ヤエムグラ属の多年草。

## 特徴
根茎は短く、節からひげ根を出す。根茎およびひげ根ともに橙色。茎は下部で枝分かれして束生し、直立して、長さは10-40cmになる。茎は細く暗緑色で光沢があり、ふつう毛はない。葉は4個が輪生し、各輪が隔たって茎につく。葉身は長さ1-2cm、幅2-4mm、広線形または狭倒披針形で、先は円頭、基部はしだいに狭まり、縁に上向きの短毛が生える。葉の表面は無毛で、裏面の中央葉脈に上向きの短毛が生える。輪生する4個の葉は1対ずつに大きさや形が異なる。これらの輪生する葉は、対生する本来の2個の葉と、残りの2個の、葉と同形の托葉となり、本来の葉の方が托葉となる葉より長い。
花期は5-6月。枝先から細い花序を出し、数個の小さな花をつける。花柄は長さ3-10mmで細い。萼筒は鐘形。花冠は杯形で、径1.5mm、淡緑色で先は4裂し、裂片は卵形で先端はとがり、外側に微細な刺毛が生える。花冠はよく似るヒメヨツバムグラ G. gracilensよりは大きい。雄蕊は4個あり、子房は2室に分かれ、各室に1個の胚珠がある。果実は2個の分果からなり、各分果に1個の種子がある。分果はやや楕円形で、表面には上向きに曲がった短毛がやや密に生える。

## 分布と生育環境
日本では、本州、四国、九州に分布し、山地のやや乾いた林内に生育する。世界では、朝鮮半島に分布する。

## 名前の由来
和名ヤマムグラは「山葎」の意。山地生のヨツバムグラ G. trachyspermum の類の意味。ムグラ（葎）は、草むら、藪の意味がある。
種小名（種形容語）pogonanthum は、「ひげのある花の」の意味。

## ギャラリー

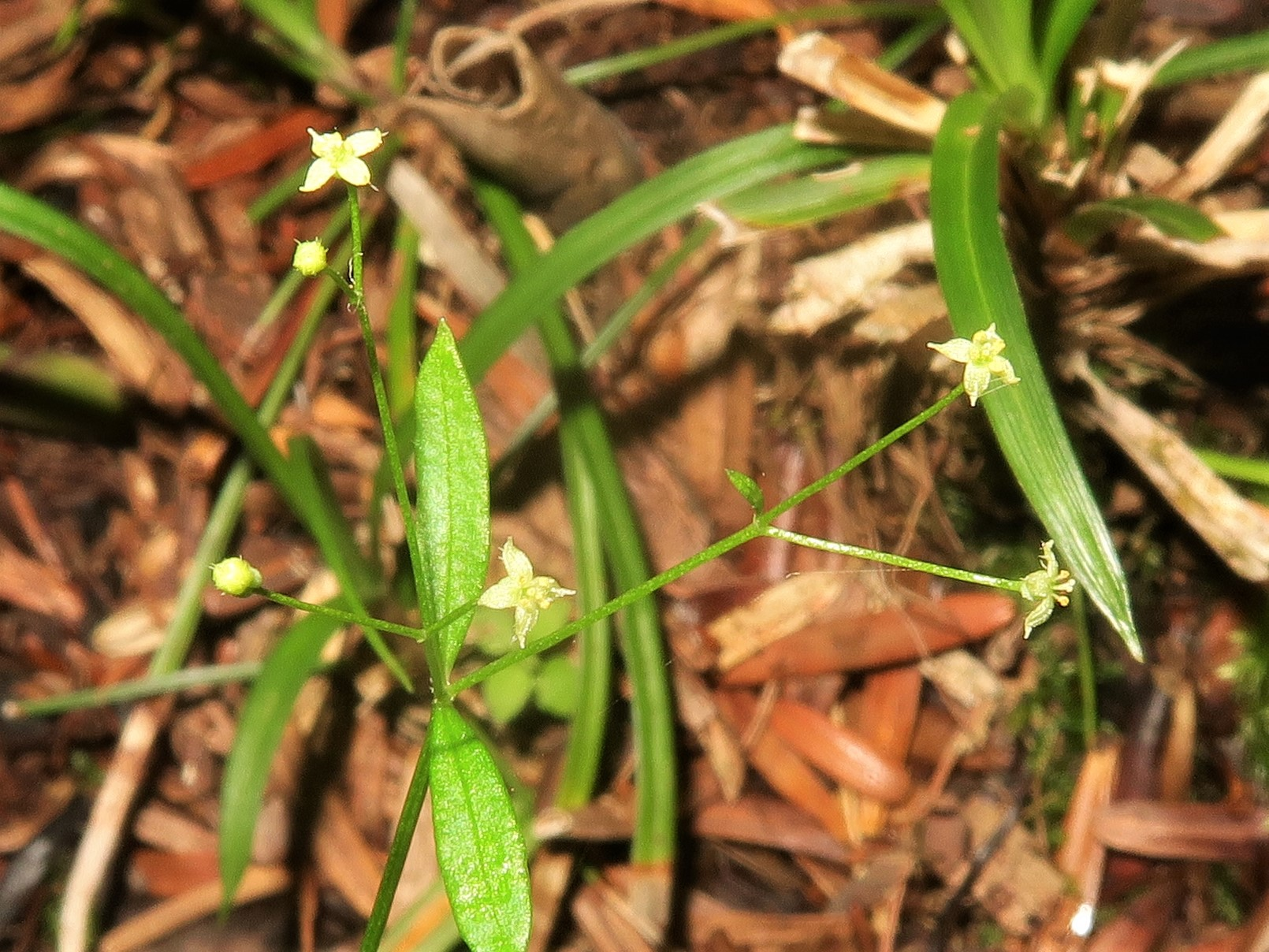
花冠は杯形で淡緑色、先は4裂し、裂片は卵形で先端はとがり、外側に微細な刺毛が生える。
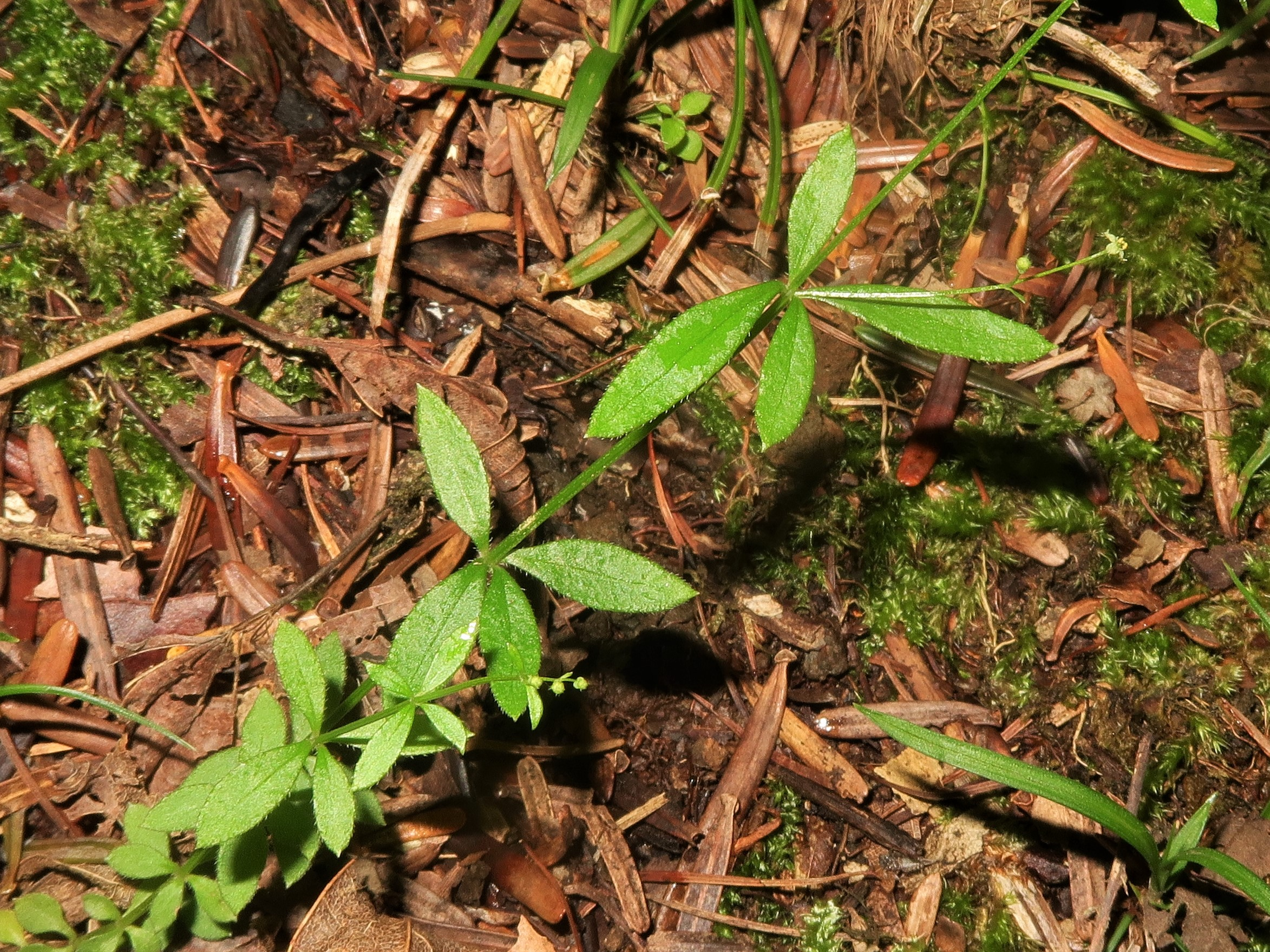
輪生する4個の葉は1対ずつに大きさや形が異なる。
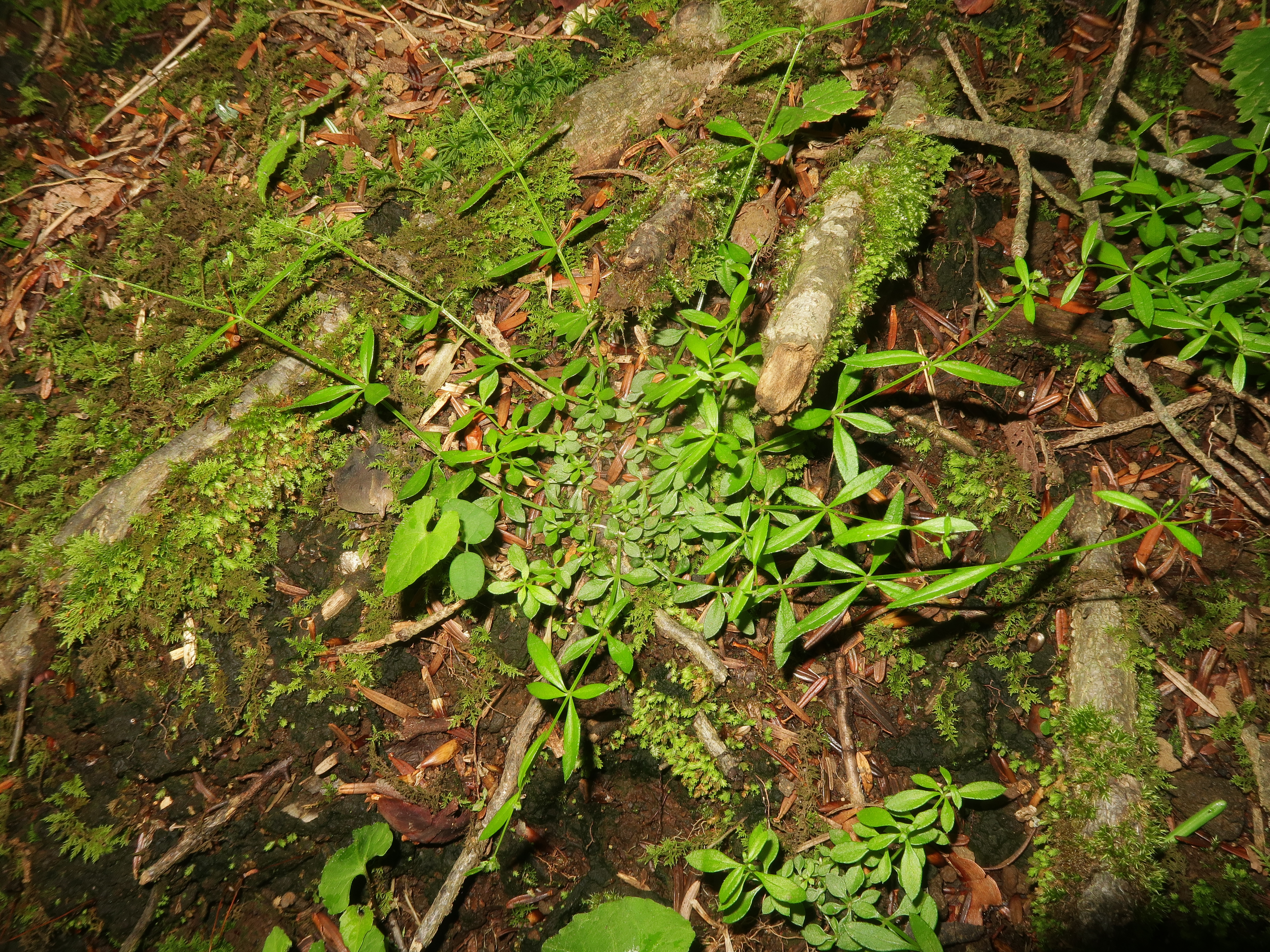
茎は細く、下部で分枝して這い上がる。

## 下位分類
- ケナシヤマムグラ Galium pogonanthum Franch. et Sav. f. nudiflorum (Makino) Ohwi (1953)[8] - 花冠裂片の外側に毛のないものを品種としている[4][5]。
- オオヤマムグラ Galium pogonanthum Franch. et Sav. var. trichopetalum (Nakai) H.Hara (1950)[9] - 茎に開出毛が生え、葉に毛が多いものを変種としている。本州の近畿地方以西、四国に分布し、山地に生育する[4][5]。別名、オヤマムグラ[9]。
- ヤクシマヤマムグラ Galium pogonanthum Franch. et Sav. var. yakumontanum T.Yamaz. (1991)[10] - 屋久島に固有の変種。基本種と比べ、全体に軟弱で、丈が低く、葉が広く小さい。花冠に毛がない[11]。